# Cisco Networking Academy Program
Il Cisco Networking Academy Program è un programma completo di formazione, a cura della Cisco Systems, che consente di imparare ad operare su reti informatiche di dimensioni piccole e medie. Il programma è rivolto ad organizzazioni no-profit, siano esse Università, istituti tecnici superiori, centri di alta formazione professionale. Ad oggi, sono  più di 10.000 le Networking Academy nel mondo e sono oltre 700.000 gli studenti iscritti ai corsi in 162 Paesi. In Italia, le Networking Academy sono più di 300, le quali, aderendo al Programma, hanno qualificato oltre 500 docenti e ogni anno attivano classi per oltre 10000 studenti.

## Cisco Networking Academy
Le Cisco Networking Academy offrono corsi sul networking, che preparano gli studenti per gli esami di certificazione industriale recanti la stessa sigla o altri corsi relativi all'uso dei computer. I corsi sono disponibili in circa 10.000 local academies, dislocate  in oltre 150 Paesi differenti. Dal  2004, hanno affrontato questi corsi circa 500.000 studenti attivi (studenti iscritti a corsi in essere, studenti iscritti a corsi futuri e studenti che si sono iscritti a dei corsi negli ultimi 5 mesi).

## La storia

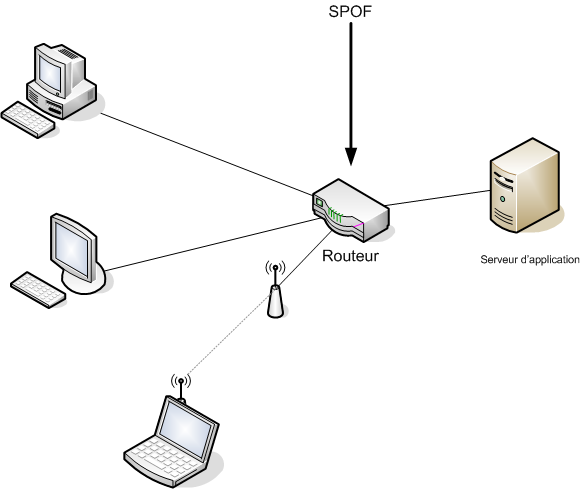
Un esempio di rete domestica.

Nel 1993 Cisco diede vita ad un'iniziativa su un progetto pratico: costruire delle reti informatiche per le scuole. Fu subito chiaro che progettare e installare le reti non bastava. Le scuole mostrarono il bisogno di gestire le reti anche dopo che erano state messe in funzione.  L'ingegnere elettronico George Ward creò dei corsi per i docenti e i dipendenti delle scuole per la gestione delle reti informatiche. Gli studenti in particolare erano così desiderosi di imparare e la richiesta era così elevata  che si dovette  gestire la nascita del Cisco Networking Academy Program.
Il Cisco Networking Academy Program, delineato nel 1997, insegna agli studenti le basi del networking e altre caratteristiche della tecnologia informatica, preparandoli per impieghi quali quelli nel campo dell'ingegneria informatica e programmazione. Sin da quando fu lanciato, il programma si diffuse in più di 10.000 Academy in 50 Stati degli Stati Uniti d'America e in più di 150 Paesi, insegnato in 9 lingue differenti. Più di 400.000 studenti partecipano a questo programma nelle Academy provenienti da scuole superiori, università, scuole professionali, organizzazioni comunitarie e altri istituti di formazione presenti nel mondo. Il Networking Academy program è caratterizzato da lezioni individuali con curriculum on line, esercizi pratici di laboratorio e valutazione tramite esami on line.

## Corsi sul networking
Le Cisco Academy offrono una varietà di corsi sul networking, come CCNA (Cisco Certified Network Associate), CCNP (Cisco Certified Network Professional), Wireless Networking and Network security e molti altri. Il corso CCNA è proposto in due tipologie diverse, “Discovery” per i principianti e coloro che si avvicinano per la prima volta al mondo del Networking ed “Exploration” per i discenti più esperti e che magari hanno già delle esperienze di lavoro in questo campo, ognuna delle quali è divisa in quattro moduli. I corsi CCNP seguono il CCNA e sono offerti in 4 diverse modalità di certificazione.

## Altri corsi offerti

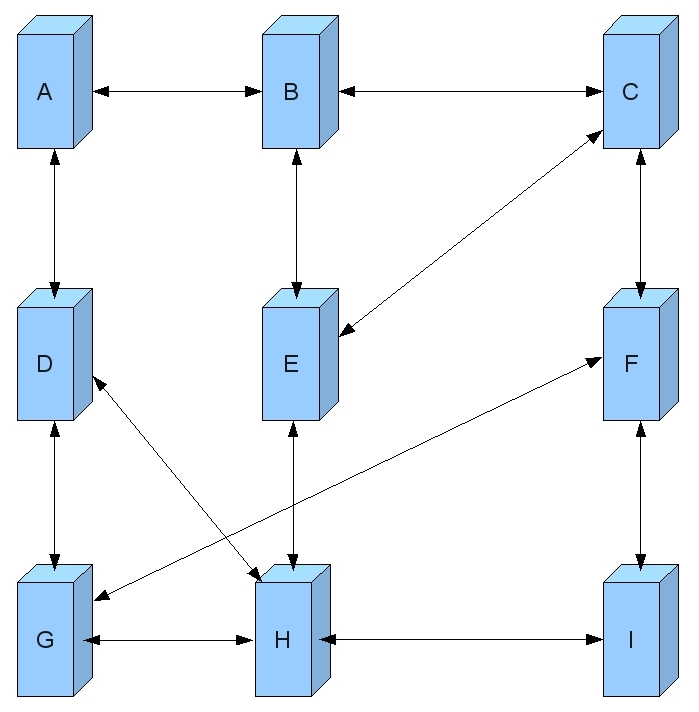
Schema di una sottorete

Oltre ai corsi sul networking menzionati, vengono proposti altri corsi che sono creati in collaborazione con altre società. Nello specifico, la collaborazione con HP ha portato a un corso su Hardware e Software, e ad un corso su Network Operating Systems, mentre la collaborazione con Sun Microsystems ha portato a un corso di Java e ad uno di UNIX. La collaborazione con Panduit ha portato ad un corso sul voice e data cabling (PNIE - Panduit Network Infrastructure Expert).

## Metodo della didattica
Un modulo standard è composto da 18 settimane, con 5 ore a settimana, riferito alle ore in presenza degli studenti nelle classi dell'Academy; lo studente deve comunque integrare lo studio individuale del curriculum. Ad ogni studente viene fornita una username e una password, per accedere al materiale didattico e agli esami che dovrà sostenere. Sebbene essi siano online, devono essere sostenuti in presenza di un docente qualificato. Nelle classi dell'Academy, di solito, si affrontano le varie tematiche del corso, con approfondimenti teorici e pratici (per esempio, per il corso CCNA, il laboratorio è svolto con apparati specifici del networking, come router e switch).
Un pilastro del metodo della didattica della Networking Academy è l'analisi dello sviluppo dell'abilità pratica. Oltre alla valutazione dei contenuti teorici che è effettuata con gli esami online, gli studenti devono sostenere il test pratico di abilità sui dispositivi di laboratorio, prima di poter essere promossi. Lo sviluppo delle conoscenze teoriche e delle abilità pratiche è monitorato e assicurato attraverso il Cisco Networking Academy Quality Assurance Program. Dal 2003 in Spagna e dal 2005 in Inghilterra, la Networking Academy ha istituito delle partnership con le rispettive Università di questi paesi per offrire dei progetti composti da lavoro a casa e lavoro in classe. 